# The Best of Depeche Mode Volume 1
The Best Of, Vol. 1, també conegut com a The Best of Depeche Mode, Vol. 1, és el dissetè disc del grup anglès de pop electrònic Depeche Mode, i la seva cinquena recopilació. Va aparèixer el dia 13 de novembre de l'any 2006.
The Best Of... inclou seleccions de quasi tots els discos del catàleg de Depeche Mode (l'únic disc que no aporta cap cançó és, curiosament, Black Celebration). A més, conté un tema nou, "Martyr", enregistrat durant les sessions del disc anterior, Playing the Angel, i que posteriorment va ser descartat de la selecció final. El senzill de "Martyr" aparegué poc abans de la recopilació, concretament a finals d'Octubre.
Juntament amb el disc s'edità un DVD amb vídeos del catàleg de Depeche Mode, titulat The Best Of Depeche Mode Videos. Quan la recopilació sortí a la venda, algunes còpies duien el DVD amb els vídeos en una edició doble; finalment, al mes de març del 2007, el DVD fou editat separadament.
L'àlbum va obtenir unes vendes superiors al milió d'unitats a Europa i fou guardonat amb el premi IFPI Platinum Europe Award.

## Llista de cançons
| Núm.          | Títol                                               | Durada |
| ------------- | --------------------------------------------------- | ------ |
| 1.            | «Personal Jesus» (Violator)                         | 3:47   |
| 2.            | «Just Can't Get Enough» (Speak & Spell)             | 3:43   |
| 3.            | «Everything Counts» (Construction Time Again)       | 4:01   |
| 4.            | «Enjoy the Silence» (Violator)                      | 4:15   |
| 5.            | «Shake the Disease» (The Singles 81-85)             | 4:52   |
| 6.            | «See You» (A Broken Frame)                          | 3:58   |
| 7.            | «It's No Good» (Ultra)                              | 5:59   |
| 8.            | «Strangelove» (Music for the Masses)                | 3:47   |
| 9.            | «Suffer Well» (Playing the Angel)                   | 3:53   |
| 10.           | «Dream On» (Exciter)                                | 3:42   |
| 11.           | «People Are People» (Some Great Reward)             | 3:46   |
| 12.           | «Martyr»                                            | 3:25   |
| 13.           | «Walking in My Shoes» (Songs of Faith and Devotion) | 5:01   |
| 14.           | «I Feel You» (Songs of Faith and Devotion)          | 4:35   |
| 15.           | «Precious» (Playing the Angel)                      | 4:09   |
| 16.           | «Master and Servant» (Some Great Reward)            | 3:49   |
| 17.           | «New Life» (Speak & Spell)                          | 3:46   |
| 18.           | «Never Let Me Down Again» (Music for the Masses)    | 4:18   |
| Durada total: | Durada total:                                       | 74:56  |

### Cançons extraDigital Deluxe(només iTunes)
| Núm. | Títol                                                       | Durada |
| ---- | ----------------------------------------------------------- | ------ |
| 1.   | «Personal Jesus» (Boys Noize Classic Mix)                   |        |
| 2.   | «Never Let Me Down Again» (Digitalism Remix)                |        |
| 3.   | «Everything Counts» (Oliver Huntemann & Stephan Bodzin Dub) |        |
| 4.   | «People Are People» (Underground Resistance Mix)            |        |
| 5.   | «Personal Jesus» (Heartthrob Mix)                           |        |

- Les primeres quatre cançons també foren incloses en un doble vinil de 12" desplegable d'edició limitada, Remixes (L12BONG39).

## DVD
Una sèrie d'edició limitada de The Best of: Volume 1 contenia un DVD extra titulat The Best of Depeche Mode Videos. El 16 de març de 2007 es va publicar el DVD de forma individual.
1. "Just Can't Get Enough" (Dirigit per Clive Richardson)*
2. "Everything Counts" (Dirigit per Clive Richardson)*
3. "People Are People" (Dirigit per Clive Richardson)**
4. "Master & Servant" (Dirigit per Clive Richardson)*
5. "Shake the Disease" (Dirigit per Peter Care)*
6. "Stripped" (Dirigit per Peter Care)
7. "A Question Of Time" (Dirigit per Anton Corbijn)
8. "Strangelove" [Versió de 1987] (Dirigit per Anton Corbijn)
9. "Never Let Me Down Again" (Dirigit per Anton Corbijn)
10. "Behind The Wheel" (Dirigit per Anton Corbijn)
11. "Personal Jesus" (Dirigit per Anton Corbijn)
12. "Enjoy the Silence" (Dirigit per Anton Corbijn)
13. "I Feel You" (Dirigit per Anton Corbijn)
14. "Walking In My Shoes" (Dirigit per Anton Corbijn)
15. "In Your Room" (Dirigit per Anton Corbijn)
16. "Barrel of a Gun" (Dirigit per Anton Corbijn)
17. "It's No Good" (Dirigit per Anton Corbijn)
18. "Only When I Lose Myself" (Dirigit per Brian Griffin)
19. "Dream On" (Dirigit per Stephane Sednaoui)**
20. "I Feel Loved" (Dirigit per John Hillcoat)**
21. "Enjoy the Silence 04" (Dirigit per Uwe Flade)**
22. "Precious" (Dirigit per Uwe Flade)
23. "Suffer Well" (Dirigit per Anton Corbijn)

(*) Primera edició en DVD.
(**) Primera edició oficial.

## Dades
- Temes cantats per David Gahan.
- Temes escrits per Martin Gore, excepte "New Life" i "Just can't get enough" (escrits per Vince Clarke) i "Suffer well" (escrit per Gahan/Eigner/Phillpott).

## Informació addicional
- A la recopilació dels vídeoclips no hi apareix cap tema del disc "A Broken Frame".